# Niger na Letnich Igrzyskach Olimpijskich 2024
Niger na Letnich Igrzyskach Olimpijskich 2024 – reprezentacja Nigru na Letnich Igrzyskach Olimpijskich 2024, które zostały rozegrane w dniach 26 lipca – 11 sierpnia 2024 roku w Paryżu.
Reprezentacja Nigru liczyła siedmioro zawodników – dwie kobiety i pięciu mężczyzn, którzy wystąpili w 5 dyscyplinach.

## Reprezentanci

### Judo
| Zawodnik         | Konkurencja | 1/16 finału      | 1/8 finału       | Ćwierćfinał      | Półfinał         | Repasaże         | Finał / 3. miejsce | Finał / 3. miejsce | Źródła |
| Zawodnik         | Konkurencja | Przeciwnik Wynik | Przeciwnik Wynik | Przeciwnik Wynik | Przeciwnik Wynik | Przeciwnik Wynik | Przeciwnik Wynik   | Pozycja            | Źródła |
| ---------------- | ----------- | ---------------- | ---------------- | ---------------- | ---------------- | ---------------- | ------------------ | ------------------ | ------ |
| Ismael Alhassane | -66 kg (m)  | Pongrácz P 00-10 | NQ               | NQ               | NQ               | NQ               | NQ                 | 17.                | [ 1 ]  |

### Lekkoatletyka
| Zawodnik              | Konkurencja       | Runda 1  | Runda 1 | Runda 2  | Runda 2 | Półfinał | Półfinał | Finał    | Finał   | Pozycja | Źródło |
| Zawodnik              | Konkurencja       | Rezultat | Pozycja | Rezultat | Pozycja | Rezultat | Pozycja  | Rezultat | Pozycja | Pozycja | Źródło |
| --------------------- | ----------------- | -------- | ------- | -------- | ------- | -------- | -------- | -------- | ------- | ------- | ------ |
| Samira Awali Boubacar | bieg na 100 m (k) | 12,06    | 18.     | NQ       | NQ      | NQ       | NQ       | NQ       | NQ      |         | [ 2 ]  |

### Pływanie
| Zawodnik          | Konkurencja           | Eliminacje | Eliminacje | Półfinał | Półfinał | Finał | Finał | Źródło |
| Zawodnik          | Konkurencja           | Czas       | Poz.       | Czas     | Poz.     | Czas  | Poz.  | Źródło |
| ----------------- | --------------------- | ---------- | ---------- | -------- | -------- | ----- | ----- | ------ |
| Marouane Mamane   | 50 m st. dowolnym (m) | 30.66      | 72.        | NQ       | NQ       | NQ    | NQ    | [ 3 ]  |
| Salima Youssoufou | 50 m st. dowolnym (k) | 33.66      | 74.        | NQ       | NQ       | NQ    | NQ    | [ 4 ]  |

### Szermierka
| Zawodnik      | Konkurencja              | 1/32             | 1/16             | 1/8              | Ćwierćfinały     | Półfinały        | Finał/o 3. miejsce | Finał/o 3. miejsce | Źródło |
| Zawodnik      | Konkurencja              | Przeciwnik Wynik | Przeciwnik Wynik | Przeciwnik Wynik | Przeciwnik Wynik | Przeciwnik Wynik | Przeciwnik Wynik   | Pozycja            | Źródło |
| ------------- | ------------------------ | ---------------- | ---------------- | ---------------- | ---------------- | ---------------- | ------------------ | ------------------ | ------ |
| Evann Girault | Szabla indywidualnie (m) | Oh S-u P 8-15    | NQ               | NQ               | NQ               | NQ               | NQ                 | 30.                | [ 5 ]  |

### Taekwondo
| Zawodnik              | Konkurencja | 1/8 finału       | Ćwierćfinał      | Półfinał         | Repesaż          | Finał / 3.miejsce | Finał / 3.miejsce | Źródło |
| Zawodnik              | Konkurencja | Przeciwnik Wynik | Przeciwnik Wynik | Przeciwnik Wynik | Przeciwnik Wynik | Przeciwnik Wynik  | Pozycja           | Źródło |
| --------------------- | ----------- | ---------------- | ---------------- | ---------------- | ---------------- | ----------------- | ----------------- | ------ |
| Nouridine Issaka      | -58 kg (m)  | Lewis P 0-2      | NQ               | NQ               | NQ               | NQ                | 11.               | [ 6 ]  |
| Abdoul Razak Issoufou | +80 kg (m)  | Cunningham P 0-2 | —                | —                | Alba P 0-2       | NQ                | 7.                | [ 7 ]  |